# العلاقات الكولومبية النيبالية
العلاقات الكولومبية النيبالية هي العلاقات الثنائية التي تجمع بين كولومبيا ونيبال.

## مقارنة بين البلدين
هذه مقارنة عامة ومرجعية للدولتين:
| وجه المقارنة                                              | كولومبيا        | نيبال                             |
| --------------------------------------------------------- | --------------- | --------------------------------- |
| المساحة (كم2)                                             | 1.14 مليون      | 147.18 ألف                        |
| عدد السكان (نسمة)                                         | 49.07 مليون     | 29.40 مليون                       |
| الكثافة السكانية (ن./كم²)                                 | 43.04           | 199.76                            |
| العاصمة                                                   | بوغوتا          | كاتماندو                          |
| اللغة الرسمية                                             | اللغة الإسبانية | اللغة النيبالية                   |
| العملة                                                    | بيزو كولومبي    | روبية نيبالية                     |
| الناتج المحلي الإجمالي (بليون دولار)                      | 309.19 مليار    | 24.47 مليار                       |
| الناتج المحلي الإجمالي (تعادل القوة الشرائية) بليون دولار | 724.96 مليار    | 70.20 مليار                       |
| الناتج المحلي الإجمالي الاسمي للفرد دولار أمريكي          | 7.60 ألف        | 743                               |
| الناتج المحلي الإجمالي للفرد دولار أمريكي                 | 13.36 ألف       | 2.37 ألف                          |
| مؤشر التنمية البشرية                                      | 0.720           | 0.548                             |
| رمز المكالمات الدولي                                      | +57             | +977                              |
| رمز الإنترنت                                              | .co             | .np                               |
| المنطقة الزمنية                                           | 00              | UTC+05:45، التوقيت الموحد لنيبال ‏ |

## منظمات دولية مشتركة
يشترك البلدان في عضوية مجموعة من المنظمات الدولية، منها:
| علم المنظمة | اسم المنظمة                               | تاريخ انضمام كولومبيا | تاريخ انضمام نيبال |
| ----------- | ----------------------------------------- | --------------------- | ------------------ |
|             | مؤسسة التنمية الدولية                     | 16 يونيو 1961         | 6 مارس 1963        |
|             | يونسكو                                    | 31 أكتوبر 1947        | 1 مايو 1953        |
|             | مؤسسة التمويل الدولية                     | 20 يوليو 1956         | 7 يناير 1966       |
|             | منظمة حظر الأسلحة الكيميائية              | ?                     | ?                  |
|             | الأمم المتحدة                             | 5 نوفمبر 1945         | 14 ديسمبر 1955     |
|             | منظمة الشرطة الجنائية الدولية             | ?                     | ?                  |
|             | البنك الدولي للإنشاء والتعمير             | 24 ديسمبر 1946        | 6 سبتمبر 1961      |
|             | الاتحاد البريدي العالمي                   | ?                     | ?                  |
|             | المركز الدولي لتسوية المنازعات الاستشارية | 14 أغسطس 1997         | 6 فبراير 1969      |
|             | وكالة ضمان الاستثمار متعدد الأطراف        | 30 نوفمبر 1995        | 9 فبراير 1994      |
|             | منظمة التجارة العالمية                    | ?                     | ?                  |
|             | الفريق المعني برصد الأرض                  | ?                     | ?                  |

## وصلات خارجية
- موقع وزارة الخارجية النيبالية